# Shinkai Takezō
Shinkai Takezō (japanisch 新海 竹蔵; geb. 12. Juni 1897 in Yamagata; gest. 13. Juni 1968 in Tōkyō) war ein japanischer Bildhauer der Taishō- und Shōwa-Zeit. Er war ein Neffe des Bildhauers Shinkai Taketarō.

## Leben und Werk
Shinkai Takezō wurde als Sohn einer buddhistischen Priesterfamilie geboren. Bildhauerei erlernte er bei seinem Onkel Shinkai Taketarō. Auf der staatlich organisierten 9. 
Bunten-Ausstellung 1915 konnte er zum ersten Mal ein Werk zeigen und zwar die Skulptur „Mutter und Kind“ (母子 Boshi). Er war dann auf weiteren Bunten-Ausstellungen und den späteren, nun kurz Teiten genannten Ausstellungen zu sehen. Dann wechselte er zu den Ausstellungen des privaten Nihon Bijutsuin, dessen assoziiertes Mitglied er 1927 wurde. Dort stellte er nun regelmäßig aus in der Abteilung für Bildhauerei der Ausstellungsreihe. Als die Abteilung für Bildhauerei 1961 aufgelöst wurde, schloss er sich 1963 der Kokuga-kai (国画会) an. Er beschäftigte sich weiter unermüdlich sowohl mit der Holzschnitzerei, als auch mit der Modellierung von Plastiken. Weiter interessierte ihn auch die Trockenlack-Technik.
Nach dem Pazifikkrieg lehrte Shinkai an der „Tōkyō Kyōiku Daigaku“ (東京教育大学). Er galt auf Grund seines gefestigten Stils als ein führendes Mitglied innerhalb der japanischen Bildhauerei. 1961 gründete er eine Vereinigung von Bildhauern „Chōkokuka Shūdan“ (彫刻家集団), die sich dann 1963 mit der Kokuga-kai vereinte, als diese ihre Skulpturenabteilung wieder errichtete.
Shinkais „Jüngling“ (少年 Shōnen) aus dem Jahr 1954 wurde mit dem Förderpreis des Kultusministers (芸術選奨文部大臣賞, Geijutsusenshō Mombudaijin-shō) ausgezeichnet. Weitere bekannte Werke sind die lebensgroße Skulptur des Sumoringers Dewagadake (出羽ケ岳 等身像 Dewagadake Tōshin-zō), der von 1902 bis 1950 lebte, das „Walken“ (砧 Kinuta) einer Frau und der „Torso eines Jünglings“ (少年トルソ Shōnen Toruso), 1951. Am Gebäude der Medizinischen Fakultät der Universität Tokio gestaltete er eins der beiden Reliefs, die verdiente Mediziner bei der Arbeit zeigen. Zur Erinnerung an Okakura Kakuzō schuf er eine steinerne Stele mit Okakuras Porträt und dessen Wunsch „Asiens ist/wird eins“ (亜細亜は一なり). Sie steht im Garten von Okakuras Außenvilla an der Pazifikküste (Izura Kaigan, Präfektur Ibaraki).